# 梁克家
梁克家（1128年—1187年），字叔子，福建路泉州晋江县（今福建省泉州市鲤城区）东街人，南宋状元、宋孝宗朝丞相、学者。

## 生平
梁克家自幼聪明过人，被传为读书过目不忘，相貌风度颇佳。南宋紹興二十九年（1159年）中解元。绍兴三十年（1160年）庚辰科状元，先后任平江簽判、秘書省正字、著作郎、中書舍人、給事中。曾经出使金国，在金国受款待，宴射时连发数十箭，全部命中，使人叹服。乾道六年（1170年），任参知政事。乾道七年，兼知樞密院事，乾道八年任右丞相兼樞密使，虞允文罢相之后，梁克家实际上独居相位。后来因与朝臣不和，在政治上失意，辞去相职赴福建建宁府任知府，淳熙六年（1179年），又改任福州知州。淳熙九年（1182年），又被召回京城再次拜为右丞相，封儀國公。后来因病辞职，又進封鄭國公，宋孝宗淳熙十四年（1187年）病逝家中。死后追赠少師，諡号文靖。

## 轶事
梁克家是泉州历史上的第五个状元。泉州城内梁克家古宅所在街巷因为他两度当上丞相，被改名为相公巷。泉州还流传着关于梁克家墓的传说，言其墓地风水为五虎朝金狮，能出天子，并传梁克家死后令家人每日给墓地对面形似老虎的五座山喂肉，百日后用墓地的一丛菅芒当箭就能射死皇帝，梁克家能携五虎复活做天子，但其子将九十九日错算为百日，一箭只射到龙椅下，丫鬟将喂虎山的五块肉偷食一块，一只虎也没能复活，便有了“五虎朝金狮，一虎不归来”的俗语。

## 著作
梁克家的文笔浑厚清晰而优雅，文风自成一家，在宋朝流传甚广。他的作品有《中兴会要》200卷、《三山志》《梁文靖集》。《三山志》，即《淳熙三山志》是梁克家在福州期间同陳傅良撰成的福州地方志，也是现存最早的福建地方志。

## 梁克家墓
梁克家墓在泉州市区东部的草邦水库，墓穴坐南朝北，形似狮子，而对面山形酷似五虎，因而被称为“五虎朝金狮”穴地，民国时期墓穴被捣毁，1958年兴建草邦水库后，该墓大部被淹，仅存一座石翁仲、二只石羊和部分残石。2002年泉州旱情严重，草邦水库水位下降，梁克家墓得以重见天日。

## 延伸阅读
[在维基数据编辑]
 《宋史·卷384》，出自脱脱《宋史》
 在维基共享资源阅览影像